# Stratford (Wisconsin)
Stratford is een plaats (village) in de Amerikaanse staat Wisconsin, en valt bestuurlijk gezien onder Marathon County.

## Demografie
Bij de volkstelling in 2000 werd het aantal inwoners vastgesteld op 1523. In 2006 is het aantal inwoners door het United States Census Bureau geschat op 1513, een daling van 10 (-0,7%).

## Geografie
Volgens het United States Census Bureau beslaat de plaats een oppervlakte van 13,8 km², waarvan 13,7 km² land en 0,1 km² water. Stratford ligt op ongeveer 402 m boven zeeniveau.

## Plaatsen in de nabije omgeving
De onderstaande figuur toont nabijgelegen plaatsen in een straal van 20 km rond Stratford.